# Joyce Buñuel
Joyce Sherman Buñuel (New York, 20 ottobre 1941) è una regista e sceneggiatrice francese.

## Biografia
Joyce Sherman nacque il 20 ottobre 1941 a Brooklyn, New York, da una famiglia di ebrei immigrati, provenienti dalla Russia, dalla quale si erano allontanati nel 1914. In un'intervista al periodico Le Monde nel 1990 affermò: “Hai visto Radio Days, di Woody Allen, ecco. Era esattamente quello! Non posso dire di meglio! Questa casa era mia, la donna che non si sposa, era mia zia! La strada che si affaccia sul mare, i vicini, la scuola, i genitori, il calcio, il baseball, tutto quello era la mia vita!". Suo padre, un menscevico, combatté nelle brigate internazionali durante la guerra civile spagnola. Sherman assunse il cognome Buñuel dopo aver sposato Juan Luis Buñuel, figlio di Luis Buñuel. Dopo lunghi vagabondaggi da Madrid a Città del Messico, la coppia si trasferì a Parigi all'inizio degli anni sessanta. Lei divorziò non appena finì la realizzazione del suo primo film, La Jument vapeur, nel 1978.

## Filmografia

### Regista e sceneggiatrice

#### Cinema
- La Jument vapeur (1978)
- Salsa (2000)
- Single Again (2002)

#### Televisione
- Les Héritiers (1979) - Serie TV
- Aéroport : Issue de secours (1984)
- La Dame des dunes (1986)
- La Tricheuse (1987)
- Une femme tranquille (1989)
- Haute tension  (1990) - Serie TV
- Le Dernier lien (1991)
- Nestor Burma (1992) - Serie TV
- Dose mortelle (1993)
- Maigret  (1994) - Serie TV
- Terrain glissant (1995)
- Julie Lescaut (1995) - Serie TV
- Sans mentir (1996)
- Madame le Consul (1997) - Serie TV
- La Dernière des romantiques (1998)
- Mar Elliot (1999)
- Roger et Fred (2001)
- La Juge Beaulieu (2001)
- Le Voyage de la grande-duchesse (2003)
- Il commissario Moulin (Commissair Moulin) (2003) - Serie TV
- Sœur Thérèse.com (2004) - Serie TV
- Dalida (2005) - Miniserie TV
- Alice Nevers - Professione giudice (2005-2007) - Serie TV
- Capitaine Casta : Amélie a disparu (2006)
- Fire & Ice - La sfida più grande (De feu et de glace) (2008)
- Marie et Madeleine (2009)
- Le temps est à l'orage (2009)
- Clem (2010) - Serie TV
- M comme Mensonges (2010)
- On se retrouvera (2014)

### Solo sceneggiatrice
- Luna nera (Black Moon), regia di Louis Malle (1975)